# Pachylibunus armatissimus
Pachylibunus armatissimus is een hooiwagen uit de familie Gonyleptidae.